# Château de Prat
 (juin 2024).
Si vous disposez d'ouvrages ou d'articles de référence ou si vous connaissez des sites web de qualité traitant du thème abordé ici, merci de compléter l'article en donnant les références utiles à sa vérifiabilité et en les liant à la section « Notes et références ».
Le château de Prat est situé sur la commune de Prat-Bonrepaux, dans le département de l'Ariège.

## Historique
Dans le Couserans mais en limite du Comminges, le château de Prat se situe en position dominante au nord du village sur un piton rocheux d'ophite, à 380 m de haut. Au confluent du Salat et de la Gouarège, il fut l’avant poste de défense de la vallée en position de vigie sur cet axe de passage majeur depuis l’antiquité (trace de voie romaine), ce qui laisse à penser qu'à l'origine, le site était un oppidum romain, comme semble l’attester une cour intérieure dont le sol est recouvert de mosaïques romaines.
Le château appartenait aux comtes de Comminges depuis 1139 jusqu'en 1312. Le premier acte faisant référence à la présence d'une forteresse date de 1268. Ce sont les comtes de Comminges qui créèrent la baronnie de Prat. De 1529 à 1543, la forteresse fut transformée progressivement en château renaissance par l’Évêque de Saint-Bertrand-de-Comminges Jean II de Mauléon.
Il fit réduire au minimum les défenses extérieures, raser des tours, enlever les loges qui se trouvaient sur le second étage de la première enceinte à l'endroit de la serre Napoléon III actuelle. Dans le corps de logis, il fit ouvrir les deux grandes fenêtres du grand salon et de la salle à manger, richement ornées de meneaux sculptés de larmiers dans le style XVIe siècle toulousain. Les retombées de ceux-ci sont agrémentés de sirènes, aigles, chimères, dragons, singes et autres salamandres. Dans la tour de l'escalier à vis du XVe siècle, il fit remplacer la porte d'entrée, basse et informe, par la porte François 1er qui est la merveille du château. Il fit également graver sur le fronton intérieur de la fenêtre, aujourd'hui classée XVIe siècle, la maxime Nondum venit hora mea : mon heure n'est pas encore venue, signé VBP et sur la pierre d'encadrement à gauche, Vivo Mau : je vis, signé Mauléon. À l'extérieur de la fenêtre, il fit graver sur la pierre d'encadrement, ses armes représentant un lion debout profil tourné vers la gauche, et au dessus du blason de part et d'autre, la crosse et la mitre d'évêque. Deux têtes humaines représentant probablement Jean de Mauléon et sa « compagne », supportent la pierre de base de la fenêtre. D'autres sculptures jaillissent également sur la façade de la porte François1er.
Le château reste la propriété de la Maison de Mauléon de 1370 à 1611, puis est transmis aux barons de Montpezat, en 1631 à François Le Fol de Garaud, baron de Montesquieu. En 1788, la baronnie de Montesquieu-Avantès transmet à son tour à Aimé de Roquemaurel qui en est le propriétaire à la Révolution française.
De 1802 et jusqu'en 1907, le château devient la maison du comte Étienne de Nouaillan qui apporte avec la vicomtesse de Saporla, un rare modernisme pour l’époque : eau, électricité, chauffage... C'est la deuxième renaissance de Prat avec un de Nouaillan avec notamment la restauration de l'escalier à vis, du grand salon et de la chambre Louis XV. La chapelle propose un vitrail du toulousain Louis-Victor Gesta.
En 1907, le château devient la propriété des comtes d'Avancourt qui le laisseront plus ou moins se dégrader par manque de moyens.
A la fin du XXe et début du XXIe siècle, il change de propriétaire de temps à autre.

## Accès
C’est une propriété privée qui ne se visite pas.

## Protection
Le monument fait l’objet d’une inscription au titre des monuments historiques depuis le 14 octobre 1997.